# Aristide Samalens
Aristide Samalens, né le 7 novembre 1865 à Auch (Gers) et mort le 13 février 1928 à Auch, est un homme politique français.

## Biographie
Médecin, il est maire d'Auch et conseiller général du canton d'Auch-Sud-Ouest. Il est député du Gers de 1910 à 1914, inscrit au groupe de la Gauche radicale.

### liens externes
- Ressources relatives à la vie publique :   - base Léonore
  - Base Sycomore